# Luís VII de Hesse-Darmstadt
Luís VII de Hesse-Darmstadt (22 de junho de 1658 - 31 de agosto de 1678) foi um governante de Hesse-Darmstadt.

## Família
Luís era o sexto filho do primeiro casamento do conde Luís VI de Hesse-Darmstadt com a duquesa Maria Isabel de Holstein-Gottorp. Os seus avós paternos eram o conde Jorge II de Hesse-Darmstadt e a princesa Sofia Leonor da Saxónia. Os seus avós maternos eram o duque Frederico III de Holstein-Gottorp e a princesa Maria Isabel da Saxónia.

## Vida
Após a morte do seu pai, Luís passou a governar Hesse-Darmstadt no dia 24 de abril de 1678, no entanto o seu reinado durou apenas dezoito semanas e quatro dias uma vez que o conde morreu no dia 31 de agosto de 1678, aos vinte anos de idade, devido a uma infecção. Após a sua morte, o estado passou a ser governado pela sua madrasta, a duquesa Isabel Doroteia de Saxe-Gota-Altemburgo até o seu meio-irmão mais novo, Ernesto Luís atingir a maioridade em 1688.